# Kurichi
Kurichi là một thị xã panchayat của quận Coimbatore thuộc bang Tamil Nadu, Ấn Độ.

## Nhân khẩu
Theo điều tra dân số năm 2001 của Ấn Độ, Kurichi có dân số 76.794 người. Phái nam chiếm 51% tổng số dân và phái nữ chiếm 49%. Kurichi có tỷ lệ 79% biết đọc biết viết, cao hơn tỷ lệ trung bình toàn quốc là 59,5%: tỷ lệ cho phái nam là 83%, và tỷ lệ cho phái nữ là 74%. Tại Kurichi, 10% dân số nhỏ hơn 6 tuổi.